# Torneos y Competencias
 Torneios e Competições SA (TyC, também conhecido como Torneos) é uma fonte de Argentina, dedicado à transmissão de eventos esportivos, criado pelo empresario do Paraguai Sr. Carlos Ávila, que não tem relação com a empresa. Entre 1991 e 2009 era o titular dos direitos televisivos para torneios Primeira Divisão da Argentina. Baseia-se atualmente na capital argentina Buenos Aires.

## História e acionistas
TYC iniciou suas atividades na mídia em 1982, com um programa em golfe. Desde então, ele tem produzido e exibido séries de sucesso comoEl deporte y el hombre, Tenis de Primera, Fútbol de Primera e La Magia de la NBA. O Futbol de Primera consiste em um resumo da última data dos torneios oficiais da Argentina, que inclui a estreia dos objetivos na TV, após a sua transmissão ao vivo.
O pacote acionario de TyC, em meados de 2009, é composta de DirecTV América Latina, com 33,2% das ações, ex-gerente geral CableVision (Argentina) Fred Vieira, com o 26,53%, a empresa Luis Nofal Sports Holding SA (Luis Nofal) com 23,53%, e do fundo de investimento EUA DLJ Merchant Banking Partners, com 16,7%. Nofal morreu em março de 2010.

## Futebol da Argentina
Em 1991, a empresa TV Codificada Satellite (TSC, consistindo de TyC e Grupo Clarín) assinaram um contrato com a Associação Argentina de Futebol (AFA) para ter a transmissão da divisão do futebol argentino em primeiro lugar, Primera B Nacional e Primera B Metropolitana. Este acordo expira em 2014.
A grande maioria das reuniões oficiais são televisionados por TyC Sports e, no modo de TV codificados - Pago por evento - em TYC Max. Nenhuma estação pode transmitir as imagens dos jogos até o final a questão do resumo semanal Futebol Primeira que passou pelos sinais de El Trece de Buenos Aires y TyC Sports. Havia críticos do acordo de transferência, como o jornalista uruguaio e locutor esportivo Víctor Hugo Morales.

### Perda dos direitos daPremier LeagueArgentina
Em julho de 2009, devido a uma crise econômica que afetou vários clubes no [Divisão [Primeiro]] do futebol argentino, a AFA buscou novos meios de financiamento. O chefe da AFA Julio Grondona, pediu às autoridades para modificar o contrato de transmissão televisiva TSC para o AFA para receber 720 milhões pesos argentinos uma temporada, quando na temporada passada ganhou 230 milhões. O pedido foi rejeitado pela TSC.
Então, Grondona recebeu uma oferta do governo para o Sistema Nacional de Medios Públicos –controladora do Canal 7, canal do Estado– assumir a exibiçao dos campeonatos. Deve-se notar que o governo de Cristina Fernández de Kirchner é confrontado publicamente o Grupo Clarín, membro do TSC 
Em 11 de agosto de 2009, a AFA rompeu unilateralmente o contrato com a TSC, acusando a empresa de TyC e aderir a este acordo Clarin  Em seguida, a AFA abriu um processo contra TSC por lucros cessantes,, enquanto a TYC rejeitou o pedido de liminar pelo cancelamento do contrato  No entanto, a TyC continua a produzir jogos Nacional "B" <- - Wall Bot título gerado!> E . "B" Metropolitan 
A partir de 21 de agosto de 2009, os direitos de transmissão televisiva da Premier League pertencem a Canal 7 do estado. .
Em 2011, rescindiu o contrato com a "B" Nacional, que vai para o Fútbol para todos por Canal 7 Canal 9 e da TV americana, enquanto a TyC tem com o . "B" Metropolitan

## Eventos esportivos
T&T Sports Marketing (formado por TyC e o sistema traffic Brasileiro) é responsável pela transmissão de jogos da Copa Libertadores e Copa Sul-Americana, que são transmitidas no Brasil pelo canal a cabo Sportv (até 2011) e na América hispanica por Fox Sports, también de TV paga.
TYC organiza e comercializa os Torneios de Verão de futebol que são jogados em diferentes cidades da Argentina. Neste país, é o organizador da transmissão do torneio para equipes nacionais que participam na Argentina, como a América do Sul Eliminatórias, Copa América e da Copa do Mundo, geralmente na televisão.
Em 2011, será responsável pela transmissão oficial da Copa América a ser realizada em Argentina. Os jogos serão transmitidos em alta definicão

## Canais de TV
- TyC Sports (50% TyC, 50% Grupo Clarín)
- Fox Sports (TyC produz versão da América do Sul da estação para oito países)
- DirecTV Sports (TyC produz transmissão ao vivo partidas do Campeonatos do Futebol Europeo em Espanha, Inglaterra, Itália, França e Portugal).

## Trilha Sonora
Para a apresentação dos programas de TyC usar o tema para os créditos finais do filme Blade Runner composta por Vangelis. O mesmo tema foi utilizado nos primeiros anos de Fútbol de Primera, o principal programa da produtora.